# Kearsarge (Michigan)
Pour les articles homonymes, voir Kearsarge.
Kearsarge est une communauté des États-Unis située dans le Comté de Houghton dans l'état du Michigan. Elle se trouve à environ 3 km au nord-est de Calumet (Michigan). Elle a été fondée en 1867.